# La Clusa (Alts Alps)
La Clusa (en francès La Cluse) és un antic municipi francès, que pertany al municipi del Devolui, situat al departament dels Alts Alps i a la regió de Provença – Alps – Costa Blava.
L'1 de gener de 2013 va fusionar-se amb Anhera de Devolui, Sant Disdier i Sant Estève de Devolui.

## Demografia
| 1821                                       | 1962 | 1968 | 1975 | 1982 | 1990 | 1999 | 2008 | 2013 |
| ------------------------------------------ | ---- | ---- | ---- | ---- | ---- | ---- | ---- | ---- |
| 432                                        | 42   | 39   | 44   | 40   | 35   | 54   | 53   | 44   |
| Des de 1962: població sense dobles comptes |      |      |      |      |      |      |      |      |

## Administració
| Període               | Identitat          | Partit |
| --------------------- | ------------------ | ------ |
| 1973-1998             | Jacques Falchier   |        |
| 2001-2008             | Alain Chaix        |        |
| 2008-desembre de 2012 | Bernadette Maltese |        |